# Eurostar EV97
Die Eurostar EV97 ist ein zweisitziges Ultraleichtflugzeug, das von der Firma Evektor-Aerotechnik aus Kunovice in Tschechien hergestellt wird und ab 1997 in den deutschen Markt eingeführt wurde. Nach Deutschland wird das Flugzeug vom Flugsportzentrum in Bautzen importiert.

## Entwicklung
Das Flugzeug ist eine moderne Tiefdeckerkonstruktion aus Aluminium. Es hat eine Gleitzahl von 10 und wird ständig verbessert. Letzte größere Änderungen erfolgten 2004 mit der Zulassung einer Variante mit der Bezeichnung Modell 2000/R für eine Startmasse von 472,5 kg. Angetrieben wird die Eurostar von einem Rotax-Motor mit 80 bzw. 100 PS. In Bezug auf seine Flugleistungen und sein Platzangebot ist er vergleichbar mit kleinen zweisitzigen Flugzeugen.

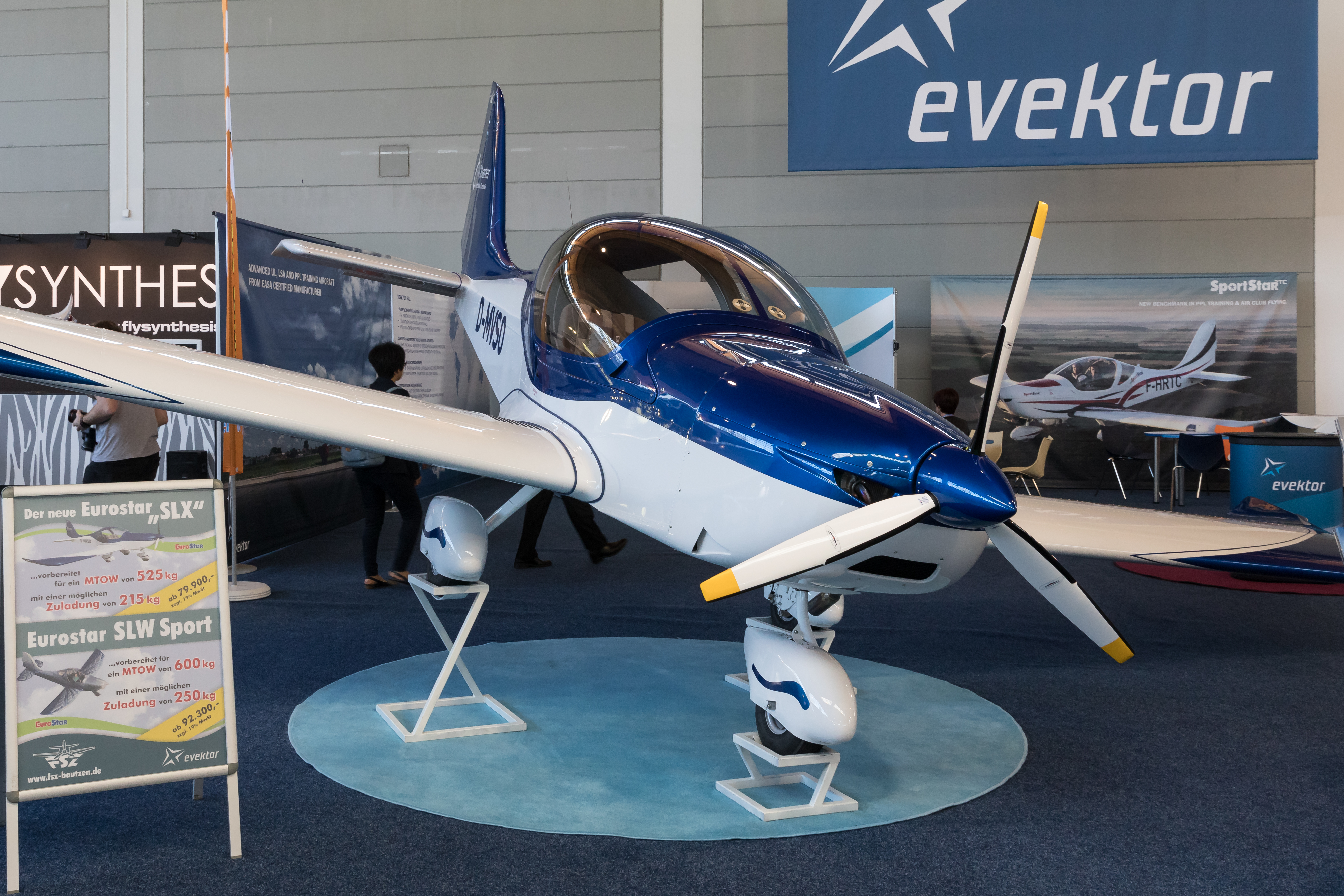
Eurostar SLX auf der AERO 2018

Auf der ILA 2008 wurde mit der EuroStar SL (Sleek Line = elegante Linie) eine überarbeitete Variante vorgestellt. Diese besteht nur noch im unteren Teil aus einem Stahlrohr-Gitterrohrrahmen mit einem Aufbau aus GFK mit besserer Aerodynamik, neuem Seitenleitwerk  und geräumigerer Kabine. Die Maschine kann durch unterschiedliche Tragflächen zu einem Flugzeug der amerikanischen (dann SportStar SL genannt) oder europäischen LSA-Klasse nach Bfu95 (dann Eurostar SLW genannt mit 304 kg Leermasse und 580 kg MTOW) umgerüstet werden. Auch eine Power-Schleppversion mit Rotax 912ULS und hydraulischem Verstellpropeller wird angeboten.

## Technische Daten
| Technische Parameter                                                  | Eurostar – 80 PS    | Eurostar – 100 PS |
| --------------------------------------------------------------------- | ------------------- | ----------------- |
| Motor                                                                 | Rotax 912           | Rotax 912 S       |
| Spannweite                                                            | 8,10 m              | 8,10 m            |
| Länge                                                                 | 5,98 m              | 5,98 m            |
| Höhe                                                                  | 2,34 m              | 2,34 m            |
| Flügelfläche                                                          | 9,84 m²             | 9,84 m²           |
| Kabinenbreite                                                         | 1,04 m              | 1,04 m            |
| Leermasse (incl. Rettungssystem / im Grundstandard/-instrumentierung) | 292,5 kg / 288,0 kg | 294 kg / 289,5 kg |
| Höchstzulässige Belastung                                             | + 4g / − 2g         | + 4g / − 2g       |
| Tankinhalt                                                            | 65 l                | 65 l              |
| Startstrecke gesamt über 15 m Hindernis                               | 280 m               | 200 m             |
| Steigleistung                                                         | 5,5 m/s             | 8,0 m/s           |
| Reisegeschwindigkeit                                                  | 160–180 km/h        | 180–200 km/h      |
| Benzinverbrauch                                                       | 11 l/h              | 14 l/h            |
| Reichweite                                                            | 850 km              | 750 km            |